# Namus (película)

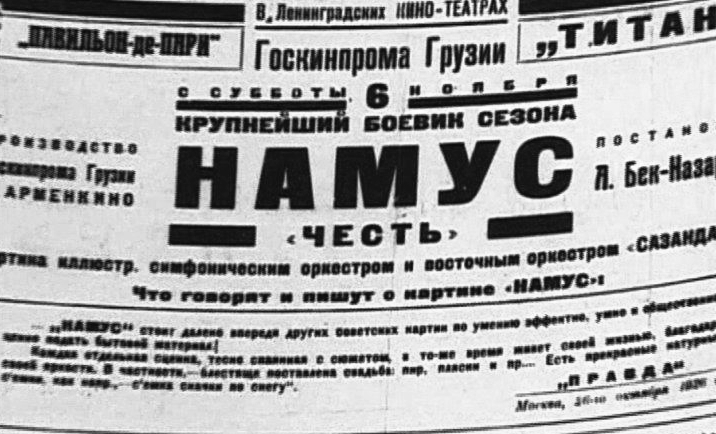
Póster ruso de Namus en Leningrado, 1926

Namus (en armenio: Նամուս, que significa «honor») es una película muda dramática soviética de 1925 dirigida por Hamo Beknazarian, basada en la novela homónima de Alexander Shirvanzade de 1885, que denuncia los ritos y costumbres despóticos de las familias caucásicas. Es ampliamente reconocida como el primer largometraje armenio.

## Sinopsis
La historia se desarrolla en la ciudad caucásica de Shamaji, que era una ciudad provincial en la Rusia prerrevolucionaria. La historia de amor involucra a Seyran, un hijo de un alfarero, que conoce en secreto a Susan, con quien está comprometido. Las costumbres armenias no toleraron esto y prohibieron estrictamente tal comportamiento. Cuando un vecino los atrapa durante una de sus reuniones secretas, los rumores de sus acciones se extienden por el vecindario y su familia decide casarla con otro hombre para restaurar el honor de la familia. Eligen a Rustam, un rico comerciante, para que Susan se case. Seyran calumnia a Susan diciendo que es su dueño. Rustam mata a Susan, ya que se consideraba deshonrado por las acciones de Seyran. Al final, Seyran se suicida al enterarse de la muerte de su amante.

## Reparto
- Hovhannes Abelian como Barkhudar;
- Hasmik como Mariam;
- Olga Maysurian como Gyulnaz;
- Hrachia Nersisyan como Rustam;
- Avet Avetisian como Hayrapet;
- Nina Manucharyan como Shpanik;
- Samvel Mkhrtchian como Seyran;
- Maria Shahbutian-Tatieva como Susan;
- Hambartsum Khachanyan como Badal;
- Levon Aleksanian como Susambar;
- Gayane Beknazarian como Sanam;
- Amasi Martirosyan como Smbat;
- Mikayel Garagash como un comerciante;
- Husik Muradian como el niño bailarín;
- Elizaveta Adamian como la amiga de Mariam;
- Tigran Shamirkhanian como el músico del zurna;
- Armen Gulakian en episodios;
- Pahare como el dueño del pub.

## Producción
El estudio Armenfilm fue fundado dos años después, el 16 de abril de 1923, como la Organización Estatal de Cine. Hamo Beknazarian, que era actor antes de la revolución de 1917, se involucró activamente en la dirección de películas después de que los bolcheviques se hicieran cargo del gobierno. Namus se convirtió en su primer trabajo notable como director.

## Lanzamiento y recepción
Namus fue estrenada por primera vez en el Teatro Nairi de Ereván el 13 de abril de 1926. El 3 de octubre del mismo año, la película fue presentada en Moscú. Un cartel en Leningrado en 1926 llamó a Namus el «mayor éxito de taquilla de la temporada». Cuando se le preguntó sobre la película, Hamo Beknazarian dijo: «Quería poner el poder de la costumbre en la picota, esa estúpida fuerza del concepto de 'honor del padre'.» La película tuvo un éxito increíble y llevó a Beknazarian a la fama en la Unión Soviética, que lo ayudó en sus trabajos posteriores, convirtiéndolo en el fundador de la cinematografía armenia.

## Restauración
El primer intento de restaurar la película fue hecho en la década de 1960. En 2005, Namus fue restaurada digitalmente por la red francoalemana Arte. Esta versión fue mostrada por primera vez en Cinéma Le Balzac en París en noviembre de 2005, y luego en Cine Moskva en Ereván en abril de 2010.